# 辻あゆみ
辻 あゆみ（つじ あゆみ、1984年6月18日 - ）は、日本の女性声優。マウスプロモーション所属。愛媛県出身。

## 略歴
声優になろうと思ったのは小学生の時に姉が声優になりたいと言っていたのを聞いて、「じゃあ、私もなるっ!」と思ったのがきっかけである。その後、職業としての声優を知るにつれて、ますます「声優になりたい」という気持ちが強くなっていったという。それだけに他の仕事については、全然考えていなかったという。
高校卒業後、上京してプロ・フィット声優養成所に第1期生として入所し、その後プロ・フィット所属となる。初めて仕事をもらった時は嬉しく、両親も喜んでくれたという。声優になれたのも両親のお陰で、辻の夢を応援し、支えて続けてくれた両親に「感謝したい」と思い、初めてもらったギャラで、両親にプレゼントをしていたという。初レギュラーアニメである『極上生徒会』の桂みなも役で注目を浴びるようになる。
2011年3月にプロ・フィットを退所し、フリーを経て、2012年9月よりマウスプロモーション所属となった。
2017年7月7日、声優の佐藤ミチルと結婚した。

## 人物
方言は伊予弁。
特技は相対音感。趣味はゲーム、料理。
座右の銘は「てきどに。てきとーに」。
普段演じる上で常に心がけているのは、キャラクターと呼吸を合わせることであるという。一回でピタッと合うこともあるが、試行錯誤する時もあるという。
声優になり、現場の思い出はたくさんあるが、特に印象的だったのは、初めてファンレターを貰った時であった。その時はすごく嬉しかったのと、驚いたのとで声にならなかった。それまでは役のこと、仕事のことだけを考えて、とにかく一生懸命してきただけであった。仕事を見て応援してくれる人たちがいるのを知り、うれしさの中にちょっぴり照れくささを感じていた。それと同時に、とても心強く思い、励まされてファンレターを貰ったことで、応援してくれる人たちの大切さと仕事に対する責任を改めて感じることになったという。
2010年時点では声優としては未熟のため、「自分の力が足りないなぁ」と思う時もあるが、好きなことをするため、苦労を感じていたことは一度もないという。
将来については、昔から憧れ尊敬している戸田恵子のように「なれればな」と思っているという。

## 出演
太字はメインキャラクター。

### テレビアニメ
2004年
- 忘却の旋律（美少女C）

2005年
- 極上生徒会（桂みなも）
- 韋駄天翔（男の子）
- かりん（女の子）

2006年
- N・H・Kにようこそ!（女の子、幼馴染、義妹、メイド 他）
- 鍵姫物語 永久アリス輪舞曲（女子高生）
- となグラ!（磯川ニーナ）
- BLACK BLOOD BROTHERS（チャン）
- 夜明け前より瑠璃色な 〜Crescent Love〜（少女）
- RED GARDEN（ローズ・シーディー）

2007年
- Venus Versus Virus（ローラ、ライラ）
- がくえんゆーとぴあ まなびストレート!（女子）
- 風のスティグマ（鈴原花音）
- スカイガールズ（エリーゼ・フォン・ディートリッヒ）
- ひだまりスケッチ（TVの音声2）
- PRISM ARK（ウィン、ウェル）
- ぽてまよ（ぐちゅ子）
- みなみけ（千秋のクラスメイト）
- 流星のロックマン トライブ（ラーナ）
- ロミオ×ジュリエット（女の子）

2008年
- CHAOS;HEAD（折原梢）
- ゼロの使い魔〜三美姫の輪舞〜（ベアトリス・イヴォンヌ・フォン・クルデンホルフ）
- のらみみ2（ミミコ）
- PERSONA-trinity soul-（茅野友哉）

2009年
- アラド戦記〜スラップアップパーティー〜（イクシア・ジュン）
- 極上!!めちゃモテ委員長（ルミ）
- スレイヤーズEVOLUTION-R（少女）
- ドルアーガの塔 〜the Sword of URUK〜（女の子）
- BLEACH 斬魄刀異聞篇（雀蜂）

2010年
- 農業ムスメ!（越野ヒカル）

2011年
- ましろ色シンフォニー（雨石由香里、少女、バイト）

2012年
- 人類は衰退しました（妖精さん）
- 聖闘士星矢Ω（リネ）
- ゼロの使い魔F（ベアトリス・イヴォンヌ・フォン・クルデンホルフ）
- パブー&モジーズ（エマ・エレファント、エレン・エレファント）

2013年
- 俺の脳内選択肢が、学園ラブコメを全力で邪魔している（遊王子謳歌）
- 探検ドリランド -1000年の真宝-（女児）
- はいたい七葉（原住民B、ミニ台風）
- マジでオタクなイングリッシュ!りぼんちゃん the TV（ミ子）
- ローゼンメイデン（新アニメ）（少女）

2014年
- クロスアンジュ 天使と竜の輪舞（ココ・リーブ）
- 咲-Saki-全国編（薄墨初美）
- 神撃のバハムート GENESIS（ラファエル）
- ふうせんいぬティニー（パニー）
- ロボットガールズZ（バラたん〈バラタック〉）

2015年
- アイカツ!（綿貫ミミ）
- Fate/stay night [Unlimited Blade Works]（ホムンクルス）

2017年
- プリプリちぃちゃん!!（ベレーさん）
- 6HP/シックスハートプリンセス （智ちゃん）

2020年
- ぐらぶるっ!（モニカモナCar）

2022年
- プリンセスコネクト!Re:Dive Season 2（モニカ）

2024年
- BEYBLADE X（2024年 - 2025年、金色カルラ）

### 劇場アニメ
- すずめの戸締まり（2022年）

### OVA
- きらめき☆プロジェクト（2005年 - 2006年、女の子、生徒）
- ピンキーストリート（2006年、ルウ）
- デッドガールズ（2007年、ローズ・シーディー）
- 東方二次創作同人アニメ 夢想夏郷〜A Summer Day's Dream〜（2008年、レミリア・スカーレット）

### Webアニメ
- マウスどうぶつえん（2017年 - 、ユニコーンのあゆみ）

### ゲーム
2005年
- 極上生徒会（桂みなも）
- トリックスター（リナリア）
- マビノ×スタイル（ミズキ・J・大神）

2006年
- BLOOD+ 〜ファイナルピース〜（ラム）

2007年
- 悠久ノ桜（かなえ）

2008年
- あけぶれ（御神ミカ）
- アルカナハート2（春日小糸・小唄、ノーラ・ツンベルク、御井巡査、ジュゼッパ・バッソ）
- CHAOS;HEAD（折原梢）
- パラセ・ロルンペ〜空舞魔導陣〜（トスプ）
- (PW)Project Witch（マール）
- もえスタ 〜萌える東大英語塾〜（ワードエデムエンジェル）

2009年
- アルカナハート3（えこ、春日小糸・小唄、ノーラ・ツンベルク、御井巡査、ジュゼッパ・バッソ）
- CHAOS;HEAD NOAH（折原梢）
- こくはく（古乃宮遥、倉沢陽菜、倉沢瑠奈、速水楓）

2010年
- CHAOS;HEAD らぶChu☆Chu!（折原梢）

2012年
- シェルノサージュ〜失われた星へ捧ぐ詩〜

2013年
- 神撃のバハムート（モニカ、モール、モーラ、ラファエル）
- メイプルストーリー（ゼノン女）

2014年
- アルカナハート3 Love Max!!!!!（えこ、春日小糸・小唄）
- ウチの姫サマがいちばんカワイイ（ドロシー・マジカリア）
- グランブルーファンタジー（2014年 - 2023年、モニカ）
- 白猫プロジェクト（トムボイ、リンプイ）
- Tokyo 7th シスターズ（遊佐メモル、帝塚セネカ）
- ヒーローズプレイスメント（鬼北広見）
- 嫁コレ（遊王子謳歌）
- ロボットガールズZ ONLINE（バラたん / ブルーバラたん / グリーンバラたん〈バラタック〉、ジェノバM9）

2015年
- アイカツ! My No.1 Stage!（綿貫ミミ）
- アイドル事変（星加姫奈）
- クイズRPG 魔法使いと黒猫のウィズ（2015年 - 2019年、ウカ・イナオセ、トリテン・コロロ）
- クリミナルガールズ2（ミズキ）
- クロスアンジュ 天使と竜の輪舞tr.（ココ・リーブ）
- 咲-Saki- 全国編（薄墨初美）
- ファイアーエムブレムif（エポニーヌ）
- プリンセスコネクト!（モニカ・ヴァイスヴィント）

2016年
- 逆転オセロニア（メーティス）
- Shadowverse（蒼穹の提督・モニカ）

2018年
- プリンセスコネクト！Re:Dive（2018年 - 2024年、モニカ・ヴァイスヴィント、モーラ）
- ファイアーエムブレム ヒーローズ（2018年 - 2024年、エポニーヌ、ベルナデッタ）

2019年
- ファイアーエムブレム 風花雪月（ベルナデッタ＝フォン＝ヴァーリ）
- アビス・ホライズン（クレマンソー、カールスルーエ、ゲオルク・ティーレ）

2020年
- 放置少女〜百花繚乱の萌姫たち〜（お市の方、劉邦）

2022年
- プリコネ！グランドマスターズ（モニカ）
- ファイアーエムブレム無双 風花雪月（ベルナデッタ＝フォン＝ヴァーリ）

### ドラマCD
2005年
- 王子様のお勉強 オオカミはいかが?（光一（幼少期））

2006年
- ドラマCD となグラ! 有坂家SIDE / 神楽家SIDE（磯川ニーナ）

2007年
- ぷちモン（ニャム）

2008年
- ELEMENT GIRLS 元素周期 萌えて覚える化学の基本（ネオン）
- CHAOS;HEAD ドラマCD「The parallel bootleg」（折原梢）
- バカとテストと召喚獣 Vol.2（島田葉月）

2009年
- えびてん 公立海老栖川高校天悶部（廣松理圭）
- 宮廷神官物語 〜選ばれし瞳の少年〜（子虎）
- こくはく ドラマCD（倉沢陽菜）
- 新新宿駅企画課 あるぷすひろば（松本あずさ）
- カオスヘッド オーディオシリーズ・コンプリートボックス（折原梢）
- 先生がイロイロと熱心で眠れないCD（芹沢野乃）
- マジナ！ voice-MIX Vol.3 〜フローライト〜（マル）

2010年
- ドラマCD まほうつかいの箱『狙われたアーネンエルベ』（須方スナオ）

2012年
- ドラマCD まほうつかいの箱 スターリット・マーマレード VOL.1 - 2（須方スナオ）

2013年
- Sound Drama Fate/EXTRA（須方スナオ）

### ラジオドラマ
- ときメモ!（2008年、六条祭理）
- ほしいもパラダイス 〜乾物を越えた愛〜（2008年、ドライトマ子）
- 悠幻の学び舎〜いもうと学園〜（2008年、千早）

### 吹き替え
- コールドケース4 #8（2008年、1975年のメラニー）
- アバローのプリンセス エレナ バレストレリャでの冒険（2018年）
- マペット・ベビー（2018年、ピギー）

### パチンコ・パチスロ
- 女ねずみ小僧ただいま参上!（2006年、ちゅう太）
- CR戦国双天絵巻〜華恋姫伝〜（2009年、猫）
- CRローズテイルEX（2011年、ビアンカ）
- シスタークエスト2〜魔剣の騎士と白銀の巫女〜（2011年、リリィ）
- 真田純勇士すぺしゃる（2012年、望月六郎）
- シスタークエスト3〜黄金の大地と東の勇者〜（2012年、リリィ）
- ゴーストNEO（2013年、人魚、ビビちゃん、マホちゃん）
- スカイガールズ〜よろしく！ゼロ〜（2015年、エリーゼ・フォン・ディートリッヒ）

### ラジオ
※はインターネット配信。
- 香菜とあゆみのまよらじ（2007年 - 2008年、ぽてまよ公式ホームページ※・ランティスウェブラジオ※・BEAT☆Net Radio!※）
- ラジオどっとあい 辻あゆみの☆ぼ〜けんの書（2007年、BBQR※）
- Filn帝國の興亡（2007年 - 2008年、Filn WEBラジオ※）
- Filn帝国の逆襲（2008年、Filn WEBラジオ※）
- あゆみ・かな・まりやのらじおPW（2009年、(PW)Project Witch公式ホームページ※）
- アラド戦記　スラップアップパーティーwebラジオ　あゆみのスラップアップラジオ（2009年、アニメイトTV※）
- あまたつ!（2010年 - 2011年、超!A&G+※）
- さくら・あゆみのローズパーティー（2011年、超!A&G+※）
- ラジオ 神撃のバハムート バハラジ（2013年 - 2018年、HiBiKi Radio Station※）

### その他コンテンツ
- 財務省キッズコーナー ファイナンスらんど はっぴぃ★タウン すとーりー（アミ）
- 東映ロボットガールズ（バラたん）
- バッファロー5人娘（ココ[40]）
- ハニトーカフェ秋葉原店 店内放送（2023年、モニカ[41]）

## ディスコグラフィ

### キャラクターソング
| 発売日         | 商品名                                                         | 歌                                                                                               | 楽曲                                           | 備考                                              |
| -------------- | -------------------------------------------------------------- | ------------------------------------------------------------------------------------------------ | ---------------------------------------------- | ------------------------------------------------- |
| 2005年5月25日  | マビノ×スタイル マビノキドラマシアター 〜謎の魔法カード〜      | ミズキ（辻あゆみ）                                                                               | 「wish」                                       | ゲーム『マビノ×スタイル』関連曲                   |
| 2005年7月21日  | 恋する奇跡                                                     | 桂聖奈（佐久間紅美）、桜梅歩（仙台エリ）、矩継琴葉（植田佳奈）、桂みなも（辻あゆみ）             | 「MY Friend」                                  | テレビアニメ『極上生徒会』関連曲                  |
| 2005年11月10日 | 極上生徒会 ベストアルバム 極上音楽集                           | 桂みなも（辻あゆみ）                                                                             | 「Baby Cat's eye」                             | テレビアニメ『極上生徒会』関連曲                  |
| 2006年5月24日  | となグラ！ キャラクターミニアルバム まりえ・ニーナ             | ニーナ（辻あゆみ）                                                                               | 「LOVEアラモード」                             | テレビアニメ『となグラ！』関連曲                  |
| 2006年7月26日  | DRAMATIC☆GIRLY                                                 | 神田朱未、大原さやか、葉月絵理乃、関山美沙紀、辻あゆみ                                           | 「DRAMATIC☆GIRLY」                             | テレビアニメ『となグラ！』オープニングテーマ      |
| 2006年8月23日  | となグラ！ キャラクターソングアルバム となりぐらしDiscography! | ニーナ（辻あゆみ）                                                                               | 「キラキラGood night」                         | テレビアニメ『となグラ！』関連曲                  |
| 2007年3月21日  | Venus Versus Virus キャラクターソングアルバム                  | ローラ（辻あゆみ）                                                                               | 「ガールズ ヴァーサス チョコレート！」         | テレビアニメ『Venus Versus Virus』関連曲          |
| 2007年10月24日 | スカイガールズ キャラクターミニアルバム1                       | エリーゼ（辻あゆみ）                                                                             | 「Youthful Days」 「LIEBE〜愛〜」 「FLY AWAY」 | テレビアニメ『スカイガールズ』関連曲              |
| 2008年1月23日  | スカイガールズ キャラクターベストアルバム                      | エリーゼ（辻あゆみ）                                                                             | 「Gallop 〜ペガサスのように〜」                | テレビアニメ『スカイガールズ』関連曲              |
| 2009年1月28日  | CHAOS;HEAD NOAH オーディオシリーズ TRIGGER 4                   | 折原梢（辻あゆみ）                                                                               | 「ちいさな声に気づいて」                       | ゲーム『CHAOS;HEAD NOAH』エンディングテーマ       |
| 2009年7月17日  | マジカル☆ミラクルガール                                        | マール（辻あゆみ）、リルテ（花澤香菜）、シェル（伊瀬茉莉也）                                     | 「マジカル☆ミラクルガール」                    | ゲーム『(PW)Project Witch』主題歌                 |
| 2009年7月23日  | (PW)Project Witch Marl-Limited                                 | マール（辻あゆみ）                                                                               | 「マジカル☆ミラクルガール」 「ひと夏の宝物」   | ゲーム『(PW)Project Witch』関連曲                 |
| 2011年8月24日  | CHAOS;HEAD VOCAL COLLECTION                                    | 折原梢（辻あゆみ）                                                                               | 「ちいさな声に気づいて」                       | ゲーム『CHAOS;HEAD NOAH』エンディングテーマ       |
| 2014年2月26日  | この手が奇跡を選んでる                                         | 永水女子高校                                                                                     | 「この手が奇跡を選んでる」                     | テレビアニメ『咲-Saki- 全国編』エンディングテーマ |
| 2014年5月28日  | ロボットガールズZ ソングアルバム1                              | ロボットガールズ チームT                                                                         | 「ロボットガールズT」                          | テレビアニメ『ロボットガールズZ』関連曲           |
| 2014年12月28日 | Tokyo 7th シスターズ t7s Longing for summer                    | セブンスシスターズ                                                                               | 「Star☆Glitter」                               | ゲーム『Tokyo 7th シスターズ』関連曲              |
| 2015年5月20日  | Tokyo 7th シスターズ H-A-J-I-M-A-L-B-U-M-!!                    | セブンスシスターズ                                                                               | 「Sparkle☆Time!!」                             | ゲーム『Tokyo 7th シスターズ』関連曲              |
| 2016年2月24日  | SEVENTH HAVEN                                                  | セブンスシスターズ                                                                               | 「SEVENTH HAVEN」 「FALLING DOWN」             | ゲーム『Tokyo 7th シスターズ』関連曲              |
| 2017年7月26日  | WORLD'S END                                                    | セブンスシスターズ                                                                               | 「WORLD'S END」 「PUNCH'D RANKER」             | ゲーム『Tokyo 7th シスターズ』関連曲              |
| 2019年5月22日  | HEAVEN'S RAVE                                                  | AXiS                                                                                             | 「HEAVEN'S RAVE」 「COCYTUS」                  | ゲーム『Tokyo 7th シスターズ』関連曲              |
| 2019年10月30日 | プリンセスコネクト！Re:Dive PRICONNE CHARACTER SONG 10         | モニカ（辻あゆみ）、ユキ（大空直美）、ニノン（佐藤聡美）、クウカ（長妻樹里）、アユミ（大関英里） | 「白翼のグローリエ」                           | ゲーム『プリンセスコネクト！Re:Dive』挿入歌       |
| 2020年12月16日 | GRANBLUE FANTASY ORIGINAL SOUNDTRACK Awakening                 | モニカ（辻あゆみ）                                                                               | 「モニカモナCARのうた」                        | ゲーム『グランブルーファンタジー』関連曲          |
| 2020年12月23日 | プリンセスコネクト！Re:Dive PRICONNE CHARACTER SONG 19         | モニカ（辻あゆみ）、トモ（茅原実里）                                                             | 「輝け！ラブリー★ドリーミー」                  | ゲーム『プリンセスコネクト！Re:Dive』挿入歌       |
| 2020年12月23日 | プリンセスコネクト！Re:Dive PRICONNE CHARACTER SONG 19         | モニカ（辻あゆみ）                                                                               | 「輝け！ラブリー★ドリーミー」                  | ゲーム『プリンセスコネクト！Re:Dive』挿入歌       |
| 2021年3月17日  | IT'S A PERFECT BLUE                                            | セブンスシスターズ                                                                               | 「Shooting Sky」                               | ゲーム『Tokyo 7th シスターズ』関連曲              |
| 2025年2月26日  | プリンセスコネクト！Re:Dive PRICONNE CHARACTER SONG 45         | メドゥーサ（水橋かおり）、モニカ（辻あゆみ）                                                     | 「Tiny Twin Stars!!」                          | ゲーム『プリンセスコネクト！Re:Dive』挿入歌       |